# 긴자

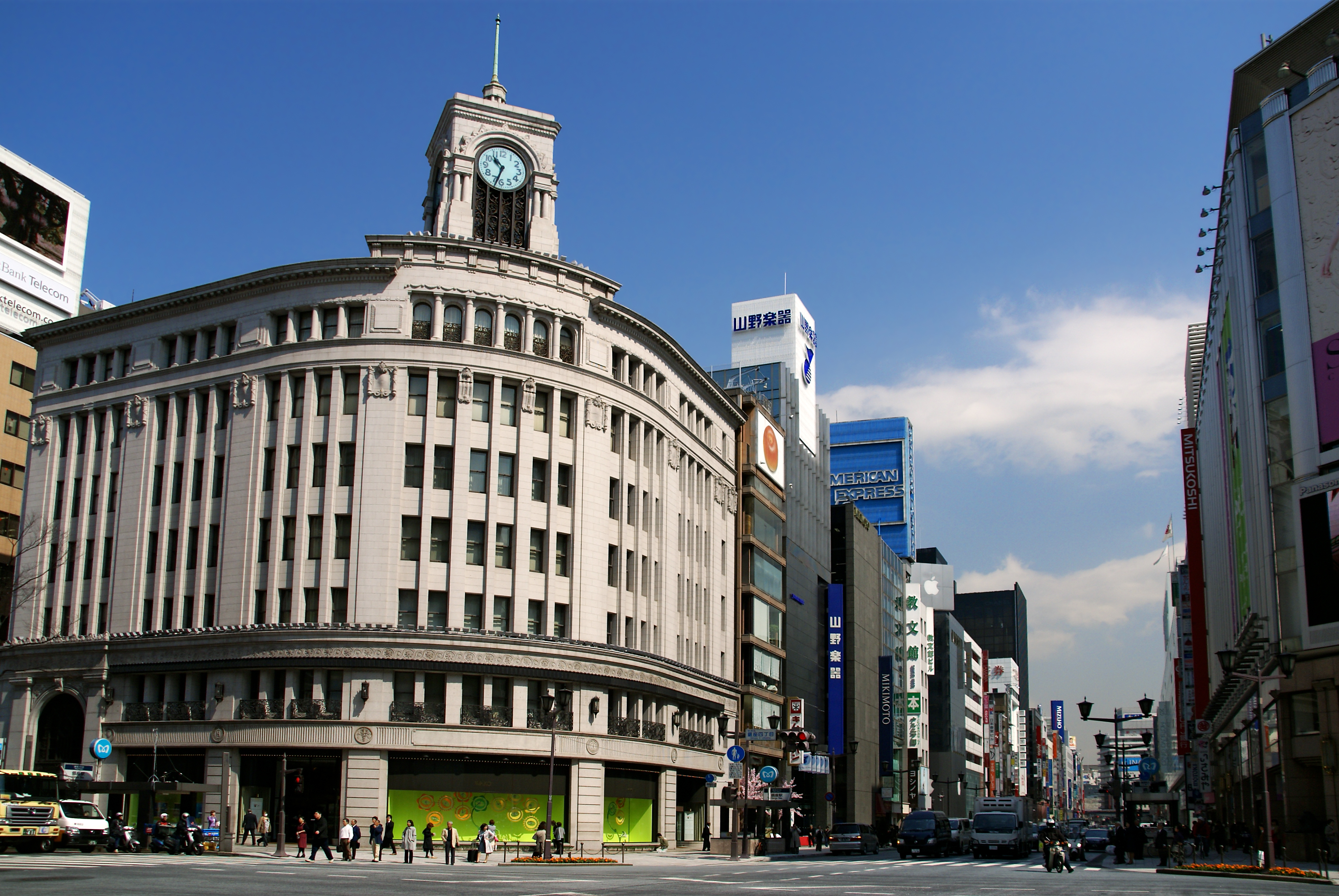
긴자 4초메 교차로, 긴자의 상징인 와코 본점 시계탑이 보인다.

긴자(일본어: 銀座)는 일본 도쿄도 주오구에 위치한 번화가다.  과거 교바시구 지역에 속했으며, 현행 행정 지명으로 긴자 1초메부터 8초메까지로 구성된다. 우편번호는 104-0061이다.
긴자는 고급 상업지로, 브랜드 상점들이 줄지어 있으며, 일본에서 땅값이 가장 비싼 지역 중 하나이다. 도심에서 가장 큰 규모를 자랑하는 번화가로, 신주쿠, 시부야, 이케부쿠로와 함께 도쿄를 대표하는 상업 지역이다.

## 개요
긴자라는 이름은 에도 시대에 은화를 주조하던 은좌(銀座)가 설치된 것에서 유래되었다. 일본 최대의 번화가 중 하나로, 니혼바시(日本橋)와 함께 넓은 의미의 시타마치(下町)로 여겨지기도 한다. 도쿄 도심을 대표하는 고급 상업지로, 전쟁 이전에 후지산, 게이샤, 미키모토, 아카사카와 함께 일본을 대표하는 명물로 해외에서도 알려져 있었다. 해외 명품 브랜드의 플래그십 스토어, 고급 클럽, 바, 고급 시계 전문점, 백화점 등이 많이 모여 있으며, 히가시긴자역(東銀座駅) 앞에는 가부키좌(歌舞伎座)가 위치해 있다.
'긴자'라는 이름은 일종의 지역 브랜드가 되어 일본 전국 각지의 상점가에 "○○긴자"라는 명칭이 흔히 사용된다. 하지만 최근에는 유니클로와 같은 패스트 패션과 드럭스토어 같은 대중적인 매장도 늘고 있다. 명품 의류 외에도 맥도날드, 스타벅스, H&M, 애플 스토어 등의 외국계 체인점의 일본 1호점이 긴자에 위치하는 등, 오랫동안 서양 문화의 발신지 역할을 했다.
긴자는 북쪽에서 남쪽으로 1초메부터 8초메까지 이어지며, 주오도리(中央通り)와 하루미도리(晴海通り)가 교차하는 긴자 4초메 교차로 부근이 긴자의 중심지로, 일본에서 부동산 가격이 가장 높은 상업지로도 유명하다. 이 교차로에 위치한 긴자 와코(銀座和光)의 시계탑은 긴자의 랜드마크로 알려져 있다. 또한 서쪽으로는 유라쿠초(有楽町)와 인접해 있어 유라쿠초역(有楽町駅)과 히비야역(日比谷駅)에서도 도보로 접근 가능하다. 땅값이 높은 번화가인 반면, 긴자 중심부의 건물은 대부분 높이 56미터로 제한되며, 일부 예외적인 사례를 제외하고는 가부키좌 타워(歌舞伎座タワー) 외에 초고층 빌딩은 거의 없다.

## 지명
긴자(일본어: 銀座, ぎんざ, 한국 한자음: 은좌)는 중세에서 근세에 접어들기까지 화폐의 주조를 담당하였던 곳에 붙이는 이름이었다. 이 주조소는 원래 순푸(駿府, 현재의 시즈오카시)에 있었으나, 1612년(게이초 17년)에 에도로 옮겨지면서 그 이름이 지명으로 정착하게 되었다. 도쿠가와 이에야스의 에도 막부 시대의 긴자가 널리 알려져 있으며, 이 긴자가 있던 지역은 그 지역의 명칭으로 굳어져왔으며, 도쿄도 주오구의 긴자 지역을 대표적인 예로 들을 수 있다.

## 지리

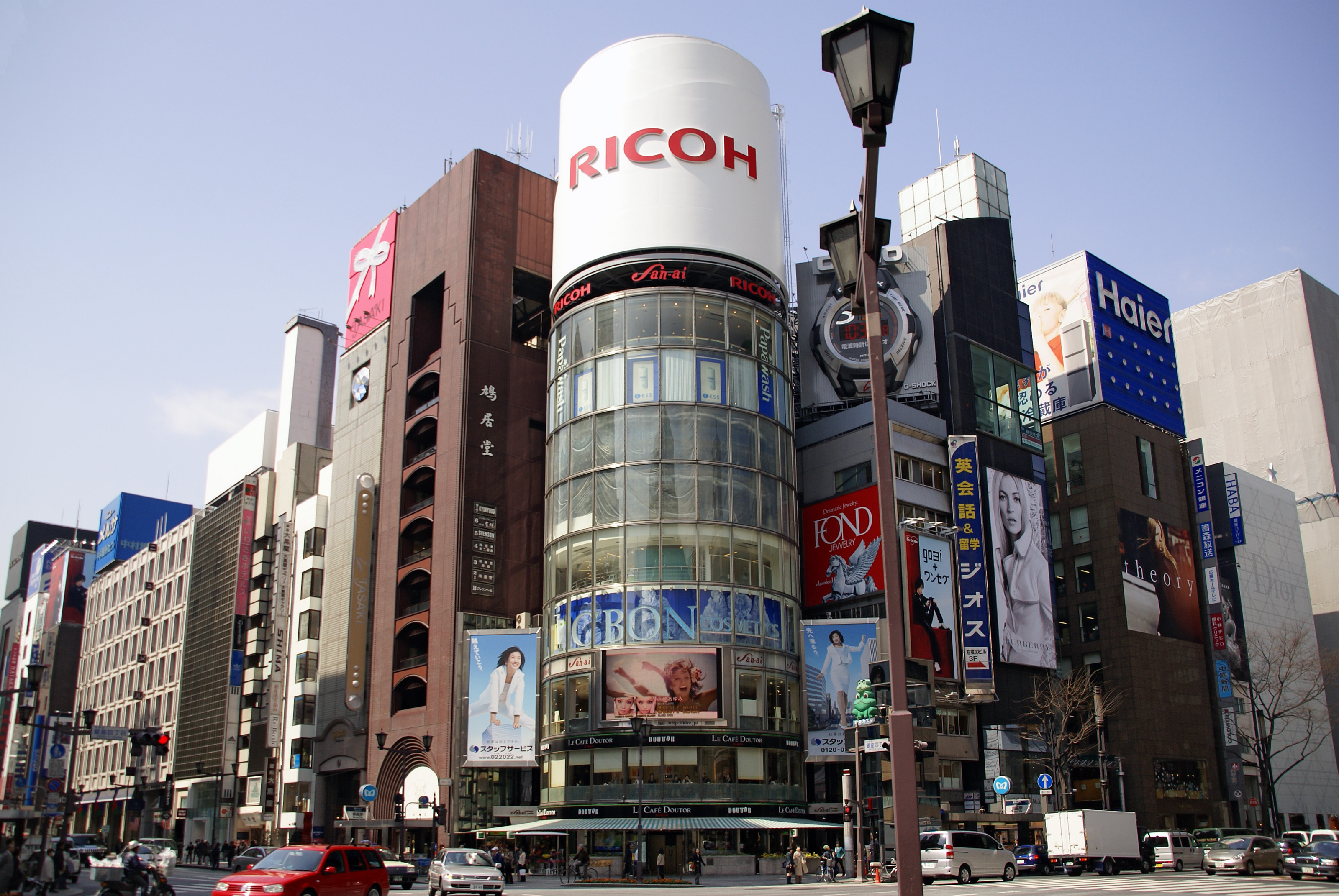
산아이드림센터(三愛ドリームセンター)

지리적으로는 도쿄 도의 주오 구 서쪽에 위치하고 있으며, 서쪽으로는 지요다구, 남쪽으로는 미나토구에 접하여 있다.
북쪽에서부터 순서대로 긴자 1초메(丁目)부터 8초메까지 존재하고 있다.
북동쪽에서 남서쪽으로 이어지는 거리를 관통하는 긴자도리(銀座通り 또는 中央通り)를 중심으로, 격자형의 도시 구획이 구성되어 있으며, 이 길과 나란히 소토보리도리(外堀通り)와 쇼와도리(昭和通り)가 있고, 북서에서 남동쪽으로 하루미도리(晴海通り)가 거리를 관통하고 있다. 또한 큰 길과 길 사이에 뻗어 있는 많은 골목길들은, 긴자의 독특한 공간을 연출하고 있다.
현재의 긴자의 영역을 살펴보면, 남동쪽의 수도고속도심환장선, 도쿄 고속도로로 둘러싸인 지역이라 할 수 있다. 이전에는, 동쪽으로 산짓켄호리카와(三十間堀川) 강, 서쪽으로 에도 성 바깥해자(江戸城外堀 에도조소토보리[*]), 남쪽으로 시오도메가와(汐留川), 북쪽의 교바시가와(京橋川)로 둘러싸인 섬 지역이었다.
쇼와도리의 남동쪽에 위치하는 지역은, 예전에는 고비키초(木挽町)라 불리었으나, 산짓켄호리카와가 매립되고나서부터 긴자 지역과 이어지게 되어, '긴자히가시'(銀座東)라 이름이 바뀌며 긴자에 포함되게 되었다. 수도고속도심환장선을 낀 지역도 같이 포함하여 히가시긴자 역에 가까운 지역 일대를, 일반적으로 히가시긴자(東銀座)라 부르고 있다.
한편, 스키야바시(数寄屋橋)를 중심으로 하는 지역은 예전에는 '긴자니시'(銀座西)라는 이름을 갖고 있었으나, 지하철 마루노우치 선의 니시긴자 역(西銀座駅, 현재의 긴자 역)이 있었던 적이 있어, 거리 이름이 긴자로 된 지금도 널리 니시긴자(西銀座)라고 불리고 있다. 니시긴자 데파트(西銀座デパート), 니시긴자 찬스센터(西銀座チャンスセンター), 니시긴자도리(西銀座通り) 등 명칭에서 그 예를 볼 수 있다.

#### 인접하는 지역
| - 동쪽 - 신토미(新富), 쓰키지(築地) - 서쪽 - 우치사이와이초(内幸町), 유라쿠초, 마루노우치(丸の内) | - 남쪽 - 히가시신바시(東新橋), 신바시(新橋) - 북쪽 - 야에스(八重洲), 교바시(京橋), 핫초보리(八丁堀) |

## 역사

### 에도시대
에도 시대 이전에는 현재의 마루노우치(丸の内)에서 히비야(日比谷)에 이르는 지역이 히비야 이리에(日比谷入江)라는 이름의 하구였으며, 그 동쪽에는 스미다강이 운반해 온 모래에 의해 에도마에지마(江戸前島)라는 사주(砂州)가 형성되었다. 이 사주의 끝 부분이 현재의 긴자(銀座)에 해당한다.
- 에도마에지마: 에도마에지마는 긴자 부근에 있었던 반도로, 주오도리 부근이 산등성이였으며, 시오도메(汐留) 부근을 그 끝으로 하고 있었다. 에도 시대 초기에 히비야 이리에가 매립되면서, 니혼바시대지(日本橋台地)라 불리는 약간 높은 지대로 변모하였다.[7]

1600년, 도쿠가와 이에야스가 세키가하라 전투에서 승리하고 1603년에 에도 막부를 세운 후, 첫 번째 텐카부신(天下普請)이 시행되어 히비야 이리에의 매립과 교바시 지역의 정비가 이루어졌다. 1604년에 가도인 도카이도가 정비되었으나, 긴자의 도시 기반 정비는 1612년 두 번째 텐카부신까지 기다려야 했다. 이 정비에서는 도카이도(현재의 긴자 도리)를 중심으로 10칸(京間) 폭의 길을 격자 형태로 설계하였으며, 각 구역 중앙에는 회소지(会所地)가 마련되었다. 도시 구획은 재정부의 일종인 금좌 담당자이자 이에야스의 측근이었던 고토 쇼자부로(後藤庄三郎)가 주도하였다.
1612년에는 순푸(駿府, 현재의 시즈오카시 아오이구 료가에초)에 있던 긴자 관청이 이곳 긴자로 옮겨오며 은화 주조가 이루어졌다. 당시 교바시 남쪽 1초메에서 4초메까지를 신료가에초(新両替町)라 부르며, 긴자 관계자들이 거주하였고, 신료가에초 2초메 동쪽 남쪽 모퉁이에는 조제(常是) 관청이, 그 북쪽에는 긴자 관청이 위치하였다. 조제 관청은 현재 다이이치 산쿄 빌딩 부근에 있었고, 긴자 관청은 현재의 티파니 긴자 빌딩 위치에 있었다. 빌딩 앞에는 "긴자 발상지"라는 기념비가 세워져 있다. 1715년에는 오반자(大判座)의 고토 저택이 1초메로 이전해 왔다. 이곳은 현재의 긴자 1초메에서 4초메에 해당하며, 은을 독점적으로 다루는 긴자는 상당한 이익을 얻었지만, 은 관련 관료들의 부정 사건이 자주 발생하여 1800년에 긴자 관청은 니혼바시 닌교초(人形町) 인근의 가키가라초(蛎殻町)로 이전되었다. 그러나 '긴자'라는 이름은 계속해서 이 지역의 통칭으로 남았다.
현재의 긴자 5초메에서 8초메에 해당하는 지역은 오와리초(尾張町), 다케가와초(竹川町), 이즈모초(出雲町)로 불렸고, 현재의 긴자 7초메 부근에는 주좌(朱座)가 있었다. 또, 도쿠가와 이에야스에게 사랑받으며 막부의 공식 예술로 채택된 노(能) 사계 중 3좌가 긴자에 자리 잡았다. 그 외에도 창과 솥 등을 공급하는 장인들이 많이 모여 살았다.
1657년의 메이레키 대화재로 에도의 대부분이 소실되었으며, 긴자도 큰 피해를 입었다. 이를 계기로 에도에서는 대규모 도시 재건이 시도되었고, 긴자에서도 삼십간호리강(三十間堀川) 연안의 하안 확장과 도로 신설을 통한 도시 구획 재편이 이루어졌다.
에도 시대의 긴자는 정부 지정 상업 지구로서 발전하였지만, 여전히 "장인의 거리"로서의 성격이 강했다. 에도 연구가 미타무라 엔기요(三田村鳶魚)는 자신의 저서 『긴자』에서 긴자가 교바시나 니혼바시보다 번화함에서 뒤떨어졌다고 언급하였다.

### 메이지 시대

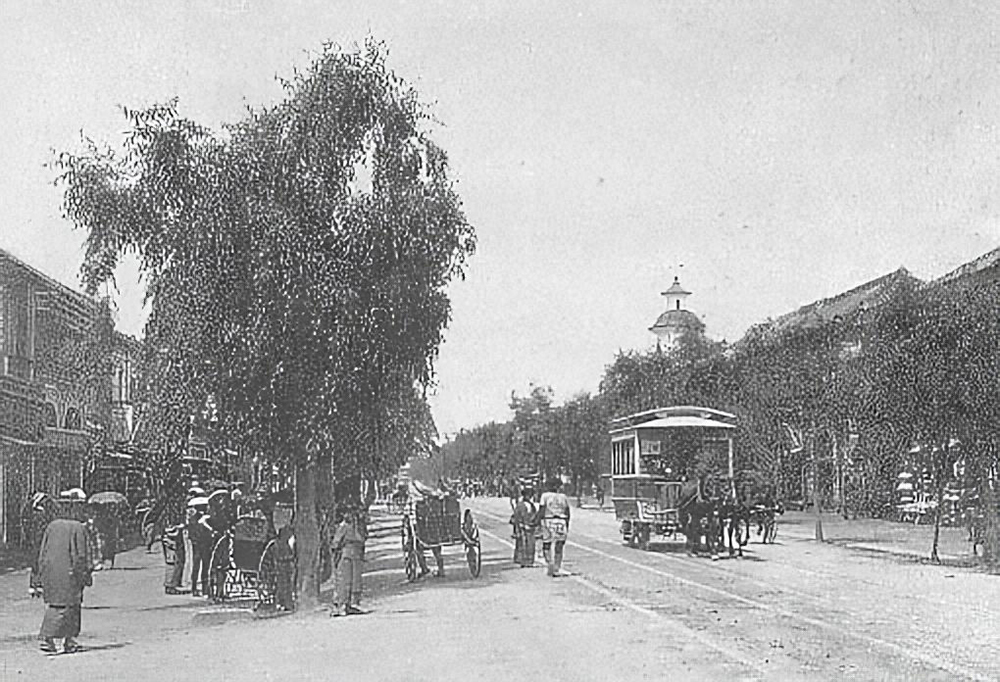
1880년대의 모습

긴자(銀座)에 전환점이 찾아온 것은 메이지 유신 이후의 각각 1869년과 1872년에 발생한 두 차례 대화재이다. 특히 1872년의 긴자 대화재는 와다쿠라몬(和田倉門) 내부 병부성 부속 건물에서 발화해 긴자 일대가 전소될 정도로 그 피해가 컸다. 이에 도쿄부 지사 유리 고세이(由利公正)의 주도로 대규모 구획 정리와 토머스 워터스(Thomas Waters)가 설계한 조지안 양식의 긴자 벽돌 거리 건설이 추진되었다. 이 정책은 화재가 자주 발생하는 도쿄의 가연재를 대체하는 것과, 가을에 개통 예정이던 요코하마와 도쿄 간 철도의 종착역인 신바시역과 당시 동부 일본 경제 중심지였던 니혼바시 사이에 위치한 긴자를 문명개화의 상징으로 만들기 위한 의도가 있었다. 이로써 런던의 리젠트가를 본떠 소나무, 벚나무, 단풍나무 등의 가로수, 가스등, 아케이드 등이 설치되었다. 벽돌 거리는 1873년 우선 긴자 도리(銀座通り)변에 완공되었고, 1877년에는 전 구역의 건설이 완료되었다.
그러나 벽돌 거리 건설 이후에도 주민들은 기존의 집으로 돌아가지 못했다. 벽돌 가옥의 매입 가격이 비쌌을 뿐만 아니라 지불 조건이 까다로워, 많은 주민들이 긴자를 떠날 수밖에 없었다. 대신, 지불 능력을 갖춘 다른 지역에서 성공을 거둔 상인들이 긴자 벽돌 거리로 진출하여 상업 활동을 시작했다. 현재 "긴자의 노포"로 알려진 상점의 대부분은 이 시기 이후에 진출한 것이다.
이렇게 새로 시작된 긴자에는 두 가지 특색이 있었다. 첫째, 실용품 소매 중심의 상업 지역이었다는 점이다. 둘째, 교바시구라는 시타마치(下町)에 위치하면서도 주 고객층은 야마노테(山の手) 지역에 거주하는 귀족과 재벌 같은 상류층, 중산층, 화이트칼라 계층이었다는 점이다. 당시 시타마치 사람들의 주된 유흥지는 오랜 전통을 지닌 아사쿠사와 우에노였다. 한편, 메이지 유신 이후 도쿄로 이주한 사람들은 메이지 시대에 급속히 발전한 긴자로 모이게 되었고, 이러한 지방 출신자와 중산층의 증가에 따라 긴자 역시 번영하게 되었다.

### 전쟁 이전

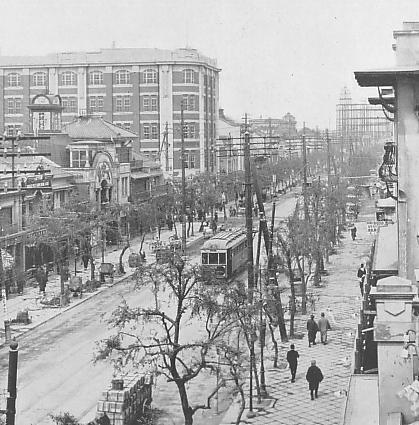
1920년경의 모습

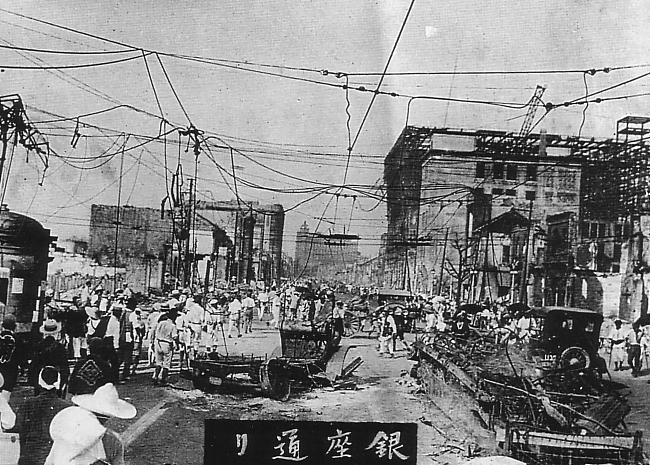
간토대지진 직후의 긴자

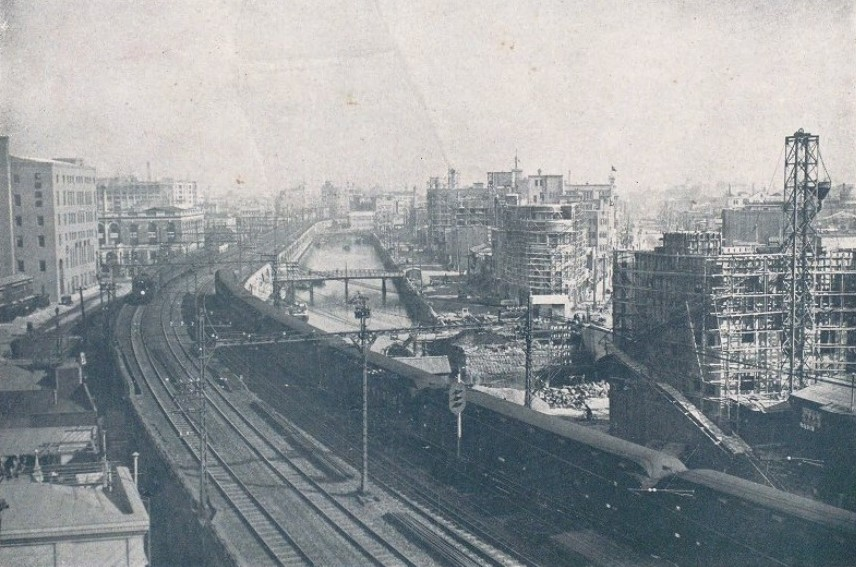
대지진으로부터 복구중인 긴자 서부의 모습. 신바시역이 보인다.

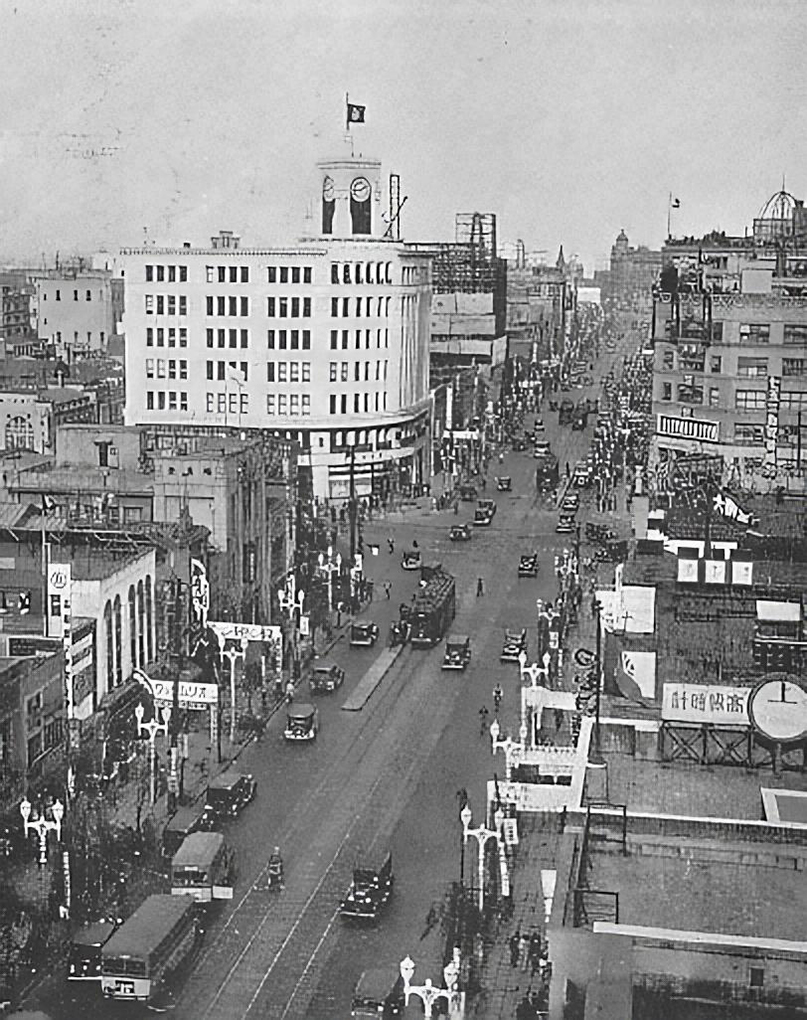
1933년의 모습

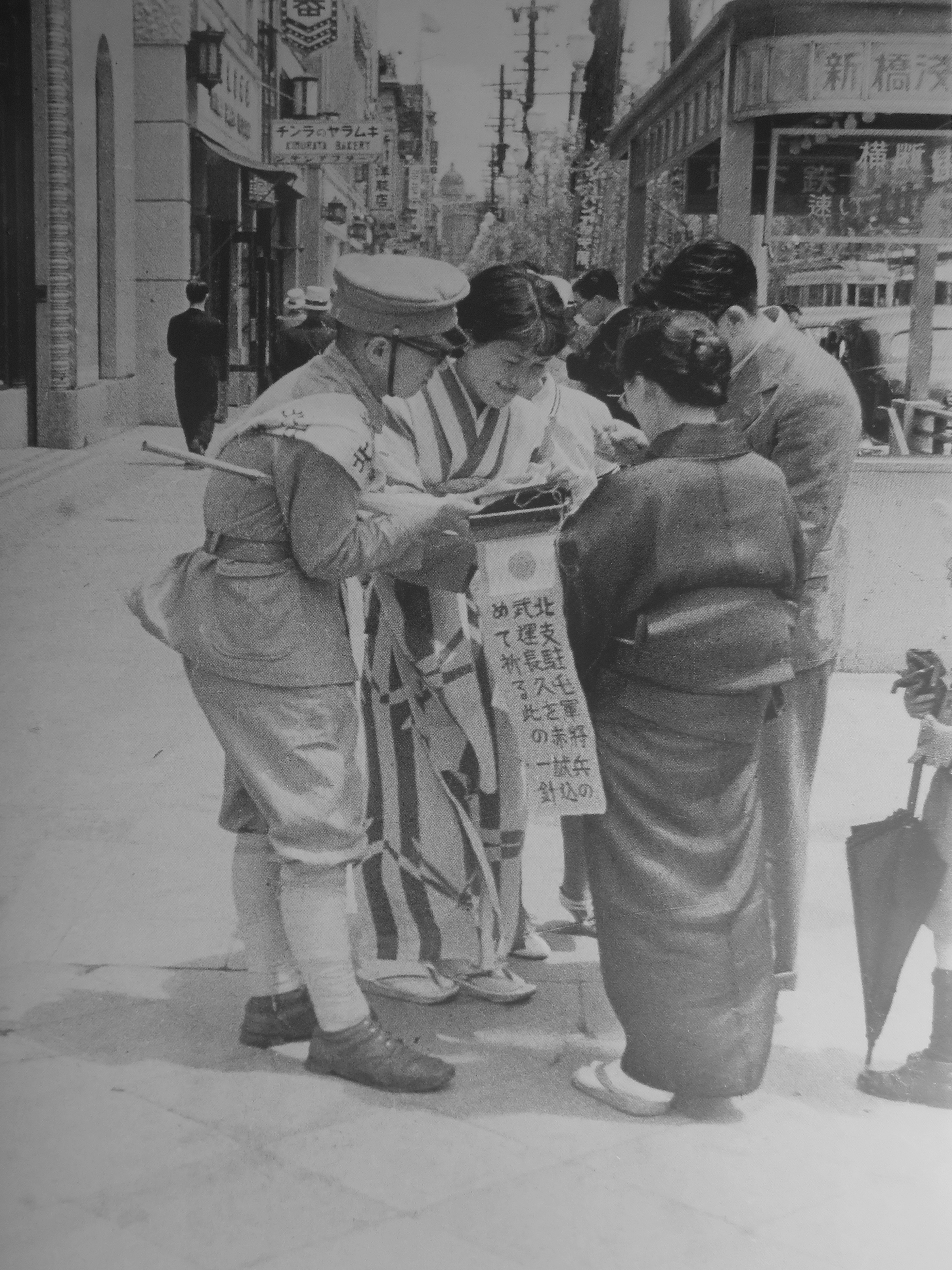
긴자 거리에서 중일 전쟁 발발에 따라 장병을 위한 천인바늘을 의뢰하는 모습. (촬영: 1937년, 이시카와 코요)

1923년 9월 1일 발생한 간토대지진으로 긴자는 대부분의 건물이 소실되는 등 치명적인 피해를 입었다. 이에 도쿄시는 국가의 지원을 받아 대규모 제국 수도 재건 계획을 시행하여 도시 기능 확장을 추진했다. 긴자에서도 벽돌 건물의 대부분이 철거되었고, 쇼와도리(昭和通り)가 정비되었으며, 하루미도리(晴海通り)와 소토보리도리(外堀通り)가 확장되었으나, 거리 구획은 손대지 않아 1872년 구획 정비 당시의 모습이 그대로 남았다.
또한, 도고시(戸越)의 상점가는 지진 후 배수 처리가 어려웠기에 긴자에서 철거된 벽돌을 받아 배수 처리에 사용했다. 이 연유로 ‘도고시 긴자(戸越銀座)’라 불리게 되었으며, 이후 "○○긴자" 상점가라는 이름의 시초가 되었다. 이후 긴자의 번영을 본따 전국 각지에서 "○○긴자"라는 상점가가 형성되었다. 지진 이후 도쿄역 개업으로 인한 마루노우치 지역의 발전과 도쿄 시영 전차의 정비에 힘입어, 백화점, 극장, 카페 등이 속속 등장하며, 지진 불황과 금융 공황 등으로 일본 전역이 불경기에 시달리던 와중에도 긴자는 지속적으로 발전했다. 쇼와 초기에는 아르데코의 영향을 받은 모던보이와 모던걸들이 거리를 활보하며 산책하는 "긴브라(銀ブラ)"가 유행의 절정을 이루었다.
1926년(다이쇼 15년) 1월 31일, 흑색 청년 연맹(黒色青年連盟) 강연회 참가자 일부가 폭동을 일으켜 긴자로 이동, 상점을 공격했다. 이들은 시세이도의 쇼윈도 파괴를 시작으로, 후지야(不二家), 야마노악기(山野楽器) 등 20여 곳에 피해를 입혔다.
긴자는 일본의 전쟁 개입과 함께 전시 영향을 받기 시작했다. 전황 악화에 따라 1940년 사치품 제조·판매 금지령(7·7 금령)과 전력 제한으로 광고등과 네온사인이 사라졌고, 1944년(쇼와 19년)에는 경시청이 극장, 요리점, 기생집, 바, 주류 판매점을 폐쇄하여 긴자는 큰 타격을 입었다. 한편, 군대 행진과 사치 자제를 촉구하는 운동이 거리에서 벌어졌다. 제2차 세계 대전 말기인 1945년(쇼와 20년) 1월 27일, 긴자는 첫 공습을 받아 많은 사상자가 발생했다. 폭탄은 다이메이 국민학교(泰明-)를 직격해 교사 4명이 사망하고 2명이 부상을 입었다. 이후 3월 10일, 4월 28일, 5월 25일의 공습으로 긴자는 7·8초메와 6초메의 일부를 제외한 지역이 괴멸적인 피해를 입게 되었다.

### 전후

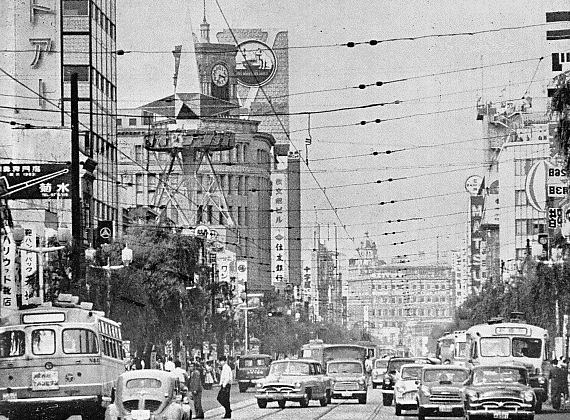
1960년대의 모습

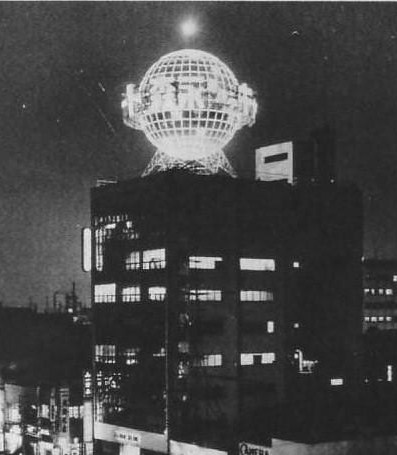
긴자 후지노코시 빌딩(銀座不二越ビル) 옥상에 설치되었던 모리나가 밀크 캐러멜(森永ミルクキャラメル) 지구본 형태의 네온 광고탑 (1950년대 후반)

제2차 세계 대전 종전 후, 긴자의 많은 상업 시설들은 연합군에 의해 PX로 접수되었다. 여기에는 핫토리 시계점(服部時計店), 마츠야(松屋), 긴자 도시바 빌딩(銀座東芝ビル) 등이 포함되었다. 한편으로 긴자의 상인들은 복구 작업을 서둘러, 피해를 입은 상점들은 임시 막사와 노점으로 영업을 재개했다. 예를 들어 8초메에서는 주요 거리의 230여 가구 중 130가구가 화재로 소실되고 40가구가 이주로 철거된 후, 1945년 12월 1일부터 임시 목조 건물이 일제히 문을 열었다. 당시 화교 왕장더(王長徳)에 의해 긴자 일대의 주요 부지가 매입되기도 했다. 1946년에는 긴자 복구 축제가 열리며 긴자의 재건이 본격적으로 시작되었다. 1951년 GHQ의 명령으로 노점이 철거되었으나, 접수 해제되는 건물이 늘어나면서 긴자는 활기를 되찾아갔다.
긴자는 메이지 유신 이래 불연 건물이 많아 전쟁 피해를 면한 건물도 상당했으나, 재건 과정에서 많은 전시 잔존 건물들이 철거되었고, 당시로서는 고층화된 건물들이 들어섰다. 주오도리(中央通り)변의 건물 높이는 당시 건축기준법의 백척 규제(약 31미터)에 맞춰 일정하게 유지되었다. 1964년 도쿄 올림픽을 앞두고 도시 인프라 정비가 가속화되었으며, 1949년 산쥬켄보리강(三十間堀川) 매립을 시작으로 긴자를 둘러싼 하천들이 도로로 바뀌었다. 긴자의 서쪽 끝 구 외호, 남쪽의 시오도메강, 북쪽의 교바시강이 매립되었고, 1964년에 도쿄 고속도로가 완공되었다. 주차 문제 해결을 위해 1972년 2월부터 코인 주차 미터가 도입되었고, 불법 주차 단속도 강화되었다.
1960년대 학생 운동이 활발해지면서 긴자에서도 시위가 벌어졌다. 1969년 11월 13일 긴자 4초메 교차로에서 학생들과 기동대가 충돌했으며, 이 과정에서 화염병이 던져져 지나가는 보행자와 승객들에게 부상자가 발생했다.
이러한 변화 속에서 긴자는 새로운 도전에 직면했다. 메이지 유신 이후 긴자의 주 고객층이었던 지방에서 상경한 화이트칼라 계층은 점차 야마노테 지역에서 무사시노 대지로 확장된 주거 지역으로 이동했다. 철도 회사들은 오사카의 한큐 전철을 본받아 도시 터미널 역 주변의 번화가를 개발하면서, 시부야, 신주쿠, 이케부쿠로 같은 부도심 터미널들이 생겨났다. 이로 인해 긴자는 이들 지역에서 멀어지게 되어 주요 고객층이 이탈하기 시작했다. 1964년의 미유키족(みゆき族) 열풍, 1971년 맥도날드 1호점 개점, 1970년의 보행자 전용도로의 일종인 '보행자 천국'의 시작을 끝으로, 긴자는 청년문화의 중심 자리를 시부야나 하라주쿠에 넘겨주고, 총합적인 번화가로서의 위치는 신주쿠에 빼앗기게 되었다. 1980년대 후반, 버블 경기로 인해 긴자의 부동산 가격이 천문학적 상승을 기록하며 고급 클럽 중심의 밤문화 지위는 여전히 견고했으나, 총합적인 번화가로서는 철도 연선 문화와 구분되며, 도쿄 동부의 하나의 번화가로 자리잡았다.
1990년대 후반, 도쿄 외곽의 확장이 정점에 다다르면서 도심 재개발 붐이 일어나 긴자가 다시 주목받기 시작했다. 긴자의 여러 곳에서 재개발이 진행되었고, 유럽의 고급 브랜드들이 긴자의 브랜드 가치를 재평가하며, 주오도리와 하루미도리 변에 플래그십 매장을 개설하였다. 또한, 도심 재개발은 도쿄 서부 외곽의 주민들을 다시 긴자로 끌어들이며, 부도심의 분위기를 긴자에 유입시켰다. 장기 불황에 따른 소매 업태 변화로 드럭스토어나 체인 음식점도 개점하게 되었으며, 전쟁 이전이나 고도 경제성장기처럼 "독특한 고급 번화가"로서의 분위기는 많이 옅어지게 되었다.

### 21세기
2010년대에 들어서면서 중국인 관광객의 이른바 ‘바쿠가이(爆買い)’를 비롯한 외국인 관광객이 두드러지게 증가했다. 이에 맞추어 외국인 대상 면세점이 늘어났으며, 기존 상점에도 외국인 전용 면세 코너나 면세 절차 처리소를 마련하는 경우가 많아졌다.
2019년 10월 1일, 긴자 6초메에서 8초메가 폭력단 배제 특별 강화 지역으로 지정되었다. 해당 지역 내에서는 폭력단과 음식점 등의 사이에 보호비(みかじめ料) 거래나 편의 제공이 금지되었으며, 이를 위반한 경우에는 지불한 측이라도 1년 이하의 징역 또는 50만 엔 이하의 벌금형이 부과되게 되었다.
2020년대에는 신종 코로나바이러스 감염증 확산으로 외국인 관광객이 급감하면서 긴자의 교통량이 급격히 줄어들었으나, 이후 회복되었다.

## 지역 정보

### 인구
주간인구는 약 15만 명이나, 이에 반하여 야간인구는 2,177세대로 3,571명(2007년 1월 현재)이다.
1908년에는 27,689명이 살고 있었으나, 간토 대지진 및 전쟁으로 인해 인구의 유출이 진행되어, 1955년에는 15,582명까지 감소하였다. 여기에 고도경제성장기에 들어 인구의 감소에 박차가 가하여져, 1970년에는 6,257명, 1998년에는 2,963명까지 줄어들었다. 이후 도심으로의 인구 이동으로 인해 증가세로 반전하였다.

### 경관
긴자의 건물들은 제 2차 세계대전 후 1960년대의 복구 기간에 지어진 건물들이 많으며, 당시의 건축기준법에 따라 높이가 31m로 제한되어 있었다. 그러나 노후화로 인한 건물의 재건축시, 대다수의 건물들이 용적률 제도가 도입된 1964년 이전에 건설되어 어쩔 수 없이 이전보다 작은 규모로 건설될 수밖에 없는 경우와, 건물의 고층화로 인해 경관에 지장을 주는 등의 문제에 주목을 한 지역사회와 주오구의 협의로, 1998년 지구계획 긴자 룰(銀座ルール)이 제정되었다. 이 룰에 따르면, 도로폭에 맞추어 높이가 13~56m로 제한되며, 용적률도 기준을 800%로, 최대 1100%로 하여, 개발에 대폭적인 제한이 가해졌다.
그러나, 2002년 도시재생특별조치법(都市再生特別措置法)의 '긴급정비지역'(緊急整備地域)으로 긴자가 지정되어, 용적률이 큰 폭으로 완화되고, 긴자의 재개발에 의한 건물의 고층화 분위기는 높아지게 되었다. 2004년에는 긴자 지역의 기업들이 시세이도 명예회장인 후쿠하라 요시하루(福原義春)를 대표로 하는 '긴자 거리 만들기 회의'(銀座街づくり会議)를 발족하였다.
2005년에는 도시계획법의 특정가구제도(特定街区制度)의 적용을 받아, 긴자 8초메에 121m 높이의 긴자 미쓰이 빌딩이 건설되었다.
이러한 가운데, 마쓰자카야가 모리 빌딩과 공동으로 참여하는 마쓰자카야 긴자점과 근처 지역을 묶은 대규모의 재개발 계획이 부상하고, 비슷한 시기에 가부키초에도 재건축을 동반한 일부 건물의 고층화 계획이 드러나면서, '긴자 룰'이 재검토가 되게 되었다. 2006년부터 실시된 새 규칙에 따르면, 쇼와도리 서쪽의 긴자 중심 지역은 어떤 예외 또한 인정하지 않고 건물의 높이를 56m로 제한하고, 지금까지 규정이 없었던 옥외광고에 대해서도 최대 10m까지로 규칙이 정해졌다. 한편, 쇼와도리 동쪽 지역은, 구청장이 '문화재의 유지 및 계승에 기여하는 대규모 개발'(文化等の維持・継承に寄与する大規模開発)이라 판단하는 경우에 한하여 56m를 넘는 건물의 건축이 허가되게 되었으며, 가부키초 재개발은 인정하는 것으로 방향이 잡혔다. 또한 건물의 건축을 할 때는 필요한 건축확인 전, '긴자 거리 만들기 회의'에서 선출한 학자 또는 지역 상가 주인으로 구성된 '긴자 디자인 협의회'(銀座デザイン協議会)와 건물의 디자인이나 용도에 대하여 협의하도록 정해졌다.

### 상징
긴자를 상징하는 심볼은 버드나무이다. 또한 와코 본관의 시계탑은 긴자를 대표하는 상징물 역할을 하고 있다.

## 같이 보기
- 아사쿠사
- 일본의 관광

### 내용주
1. ↑  북위 35° 40′ 22.8″ 동경 139° 46′ 1.5″ / 북위 35.673000°  동경 139.767083°
2. ↑  북위 35° 40′ 23.6″ 동경 139° 46′ 2.4″ / 북위 35.673222°  동경 139.767333°
3. ↑  석비에는 "긴자 발상지"라고 적혀 있지만, 이곳은 실제 발상지가 아니라 긴자 관청 터이다.
4. ↑  "긴브라(銀ブラ)"의 어원에 대해서는 여러 설이 있지만, 안도 고세이(安藤更生)의 저서 『긴자 세이켄(銀座細見)』에 따르면, 다이쇼 4~5년경에 게이오기주쿠(慶應義塾) 학생들이 사용하기 시작한 말이라는 설이 있다.
5. ↑  도큐 부동산(東急不動産)에 인수된 후, 나중에 긴자 TS 빌딩이 된 건물로, 모자이크 긴자 한큐(モザイク銀座阪急)가 입주해 있었다. 이 건물은 2012년 9월에 철거되어 현재는 존재하지 않는다.

### 참조주
1. ↑  “歌舞伎座｜歌舞伎美人”. 《歌舞伎美人》 (일본어). 2022년 7월 12일에 확인함.
2. ↑  aceoffice. “スタバ上陸20周年！スターバックス日本1号店の銀座松屋通り店｜TapTrip”. 《TapTrip》 (일본어). 2022년 7월 12일에 확인함.
3. ↑  “「H＆M」日本上陸、銀座に1号店－オープン待ちわびる長蛇の列”. 《銀座経済新聞》. 2022년 7월 12일에 확인함.
4. ↑  “銀座4丁目交差点 | 東京とりっぷ”. 《tokyo-trip.org》 (일본어). 2017년 1월 31일. 2022년 10월 3일에 확인함.
5. ↑  “都心に並び立つ超高層ビル、なぜ銀座にはほとんどないのか？…「銀座らしい」景観守るルールとは”. 《読売新聞オンライン》 (일본어). 2024년 10월 7일. 2024년 10월 7일에 확인함.
6. ↑  岡本 (2006), p.12.
7. ↑  “江戸の道路と地形－地図趣味のすすめ”. 2012년 12월 25일에 확인함.
8. ↑  岡本 (2006), p.26.
9. ↑  田谷 (1963)『近世銀座の研究』, pp.12-18.
10. ↑  ヒストリー銀座Tokyo Ginza Official
11. ↑  The Ginza in the late 19th century, with Japanese narration - 유튜브（藤森照信、Massachusetts Institute of Technology, 2009）
12. ↑  小野一成(2006)「繁華街としての銀座」『銀座 街の物語』, p81.
13. ↑  大石 (2003)『駅名で読む江戸・東京』, p.237.
14. ↑  1930s film clip of parasol girls walking in the Ginza - 유튜브 1930年代の銀座 - 銀座を練り歩く資生堂石鹸のキャンペーンガールたち（Massachusetts Institute of Technology所蔵）
15. ↑  강연회 해산 명령에 분개하여 긴자에서 난동을 벌이다 『도쿄 아사히 신문(東京朝日新聞)』 다이쇼 15년 2월 1일 (『다이쇼 뉴스 사전 제7권 다이쇼 14년 - 다이쇼 15년』 본편 p193, 다이쇼 뉴스 사전 편찬 위원회, 매일 커뮤니케이션즈, 1994년)
16. ↑  三枝 (2006)『銀座 街の物語』, p.119.
17. ↑  アメリカ占領下の日本 第4巻　アメリカン・デモクラシー企画・制作：ウォークプロモーション NPO法人科学映像館
18. ↑  銀座商店街、木造で一斉に店開きへ（昭和20年10月7日 朝日新聞（夕刊））『昭和ニュース辞典第8巻 昭和17年/昭和20年』p319
19. ↑  「40分100円ナリ パーキングメーター都心にお目見え」『朝日新聞』昭和47年（1972年）2月1日夕刊、3版、11面
20. ↑  学生ゲリラ 火炎ビン市民を巻添え『朝日新聞』1969年（昭和44年）11月14日朝刊 12版 15面
21. ↑  銀座の免税店競争が過熱、ラオックス、三越にロッテも参入 週刊ダイヤモンド編集部 2015年8月25日
22. ↑  “暴力団排除特別強化地域” (PDF). 警視庁. 2019. 2022년 8월 22일에 확인함.
23. ↑  “東京都暴力団排除条例”. 東京都ホームページ. 2019. 2022년 8월 22일에 원본 문서에서 보존된 문서. 2022년 8월 22일에 확인함.
24. ↑  “超一等地の商業ビルがガラ空き！ 銀座、渋谷、新宿、秋葉原でじわじわ進む経済の“破壊””. 《ITmedia ビジネスオンライン》 (일본어). 2023년 3월 21일에 확인함.
25. ↑  
https://web.archive.org/web/20060507181943/http://job.yomiuri.co.jp/news/jo_ne_06040512.cfm 30대에 '직장과 집 거리를 가까이' 분위기 - 도쿄 주오 구 인구 10만 명 회복(３０代に「職住接近」…東京・中央区、人口１０万人回復), 요미우리 신문, 2006년 4월 5일.

## 참고 문헌
- 浅井建爾 (2001년 11월 10일). 《道と路がわかる辞典》 初版판. 日本実業出版社. ISBN 4-534-03315-X.
- 大石学 (2003). 《駅名で読む江戸・東京（PHP新書）》. PHP研究所. ISBN 978-4569625720.
- 岡本哲志 (2006). 《銀座四百年 都市空間の歴史》. 講談社. ISBN 978-4062583770.
- 国史大辞典編集委員会, 편집. (1984). 〈川崎房五郎「銀座」〉. 《国史大辞典》. 国史大辞典 4. 吉川弘文館. ISBN 978-4-6420-0504-3.
- 〈正井秦夫「銀座」〉. 《世界大百科事典》. 世界大百科事典 7. 平凡社. 2009.
- 三枝進ほか (2006). 《銀座 街の物語》. 河出書房新社. ISBN 978-4309727486.
- 田谷博吉 (1963). 《近世銀座の研究》. 吉川弘文館. ISBN 978-4-6420-3029-8.